# Trastuzumab
Il trastuzumab  (venduto dalla Roche con il nome commerciale Herceptin) è un anticorpo monoclonale umanizzato, utilizzato per trattare alcuni tipi di carcinoma mammario, anche avanzato, recidivante o diffuso ad altri organi (carcinoma mammario secondario), specificamente nei carcinomi mammari in cui la proteina HER2/neu sia sovra-espressa. Il farmaco può essere prescritto anche per il carcinoma gastrico metastatico con iperespressione di HER2.
Il trastuzumab è stato sviluppato dalla Genentech Inc.

## Meccanismo di azione
Il bersaglio molecolare del farmaco è una proteina transmembrana, l'HER2/neu, che risulta patologicamente iperespressa (per esempio, per amplificazione del gene codificante) in alcuni tipi di tumore (alcuni istotipi di tumore della mammella o dello stomaco). La particolarità di HER2/neu risiede nel fatto che non ha un dominio in grado di legare una molecola (non ha quindi un sito recettoriale), pur essendo provvisto di un dominio tirosin-chinasico (intracellulare), che è in grado di trasmettere un segnale di attivazione a valle. In altre parole, l'HER2/neu è un recettore orfano perché sprovvisto di un sito di legame recettoriale, ma può trasmettere un segnale di attivazione a valle dopo aver arruolato un'altra proteina HER (dimerizzazione) che svolga la funzione recettoriale. HER3, per esempio, con cui HER2 dimerizza, è al contrario provvisto di sito recettoriale ma privo di dominio tirosin-chinasico.
Trastuzumab si lega ad HER2/neu ed attirerà le cellule Natural Killer verso le cellule che iperesprimono HER2. In questo modo la proteina viene "spenta" e il tumore privato di un importante fattore di crescita.

## Pratica clinica
Il trastuzumab ha dimostrato di migliorare considerevolmente il tasso di sopravvivenza per tumori della mammella in stato avanzato e metastatici. I tumori della mammella con HER2 iperespresso, che una volta avevano una prognosi severa, hanno oggi una prognosi migliore, anche rispetto ad alcuni istotipi HER2-negativi (il luminale A ha comunque prognosi migliore).
Una studio clinico di fase 3 presentato nel 2024 alla Società Americana di Oncologia Clinica ha mostrato una riduzione del 38% del rischio di progressione o di morte nel caso di tumore alla mammella metastatico trattato con trastuzumab deruxtecan (anticorpo che veicola un potente chemioterapico) diretto contro la proteina Her2-low o Her2-ultralow.

## Controversie
A causa del suo costo elevato (fino a $100,000 all'anno) ha però causato diverse controversie, e correntemente viene utilizzato in modo limitato.

## Sperimentazioni
Il farmaco è stato inizialmente sviluppato nei topi, e successivamente umanizzato per evitare reazione immunitarie del corpo contro proteine estranee. L'utilizzo del trastuzumab per combattere altri tipi di cancro, come quello uterino, è in fase di studio.

### Trastuzumab
- Gianni Bonadonna, Gioacchino Robustelli Della Cuna e Pinuccia Valagussa, Medicina oncologica. Con CD-ROM, Elsevier srl, 2007,  pp. 680–, ISBN 978-88-214-2814-2.
- (EN) Miguel H. Bronchud, Principles of molecular oncology, Springer, 2008,  pp. 337–, ISBN 978-1-934115-25-1.
- (EN) Manfred Kaufmann, Management of Breast Diseases, Springer, giugno 2009,  pp. 375–, ISBN 978-3-540-69742-8.
- (EN) Manuel L. Penichet e Erika Jensen-Jarolim, Cancer and IgE: Introducing the Concept of AllergoOncology, Springer, 30 gennaio 2010,  pp. 202–, ISBN 978-1-60761-450-0.
- (EN) L. Harivardhan Reddy e Patrick Couvreur, Macromolecular Anticancer Therapeutics, Springer, 1º giugno 2009,  pp. 445–, ISBN 978-1-4419-0506-2.